# The Karate Guard
«The Karate Guard» («Карате-гвардия; Защитник-каратист; Каратист-хранитель») — сто шестьдесят третий эпизод (163-й) короткометражек из цикла «Том и Джерри», созданный в 2003-м году и показанном в 2005-м на канале Cartoon Network(до этого серия находилась в архиве). Данный выпуск является созданным студией Warner Bros и последним в творчестве Джозефа Барберы, одного из создателя Тома и Джерри. Название серии отсылает к фильму Парень-каратист и серии «Тома и Джерри» 1944 года The Bodyguard.

## Сюжет
Том неожиданно просыпается в своём доме из-за посторонних шумов. Осмотрев мышиную нору, выясняется, что звуки исходят от Джерри, который тренируется боевому искусству карате. Когда Джерри закончил тренировку, появляется его духовный наставник, и предлагает мышонку практиковать свои приёмы на коте. Однако первая попытка заканчивается неудачей, и учитель Джерри даёт гонг, призывающий на подмогу бойца сумо Спайка. С его помощью соперник не раз побеждает своего противника.
Чтобы расправиться со своими противниками, Том звонит Бутчу, который со своими друзьями должны убрать Спайка и схватить Джерри. Коты неудачно обстреливают Спайка пейнтбольными шариками, но последний быстро расправляется с ними с помощью Тома, из которого сделал шар. В конце эпизода показывают Джерри и пса, которые смотрят телевизор и заставляют Тома исполнять их желания.